# Abby Martin

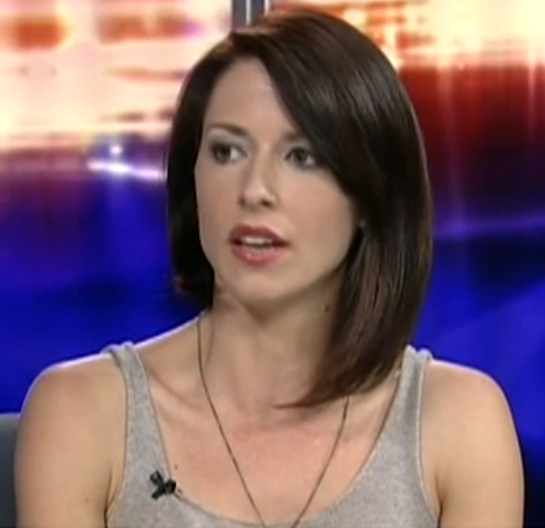
Abby Martin im Gespräch beim Sender RT America (2012)

Abigail Suzanne „Abby“ Martin (* 6. September 1984 in Oakland, Kalifornien) ist eine US-amerikanische Journalistin und politische Aktivistin. Von 2015 bis 2018 war sie verantwortliche Moderatorin der Fernsehsendung The Empire Files auf teleSUR English. Von 2012 bis 2015 arbeitete sie als Moderatorin des zum russischen Auslandsfernsehen gehörenden Kanals RT America.

## Leben
Ihre Kindheit verbrachte Abby Martin in Pleasanton in Kalifornien. Sie erhielt ihren Schulabschluss an der Amador Valley High School. Danach studierte sie Politikwissenschaft an der San Diego State University mit dem Abschluss Bachelor. Vor dem Hintergrund des Irakkriegs und ihrer Unzufriedenheit mit der vorherrschenden Medienberichterstattung begann sie, sich in Protestbewegungen zu engagieren. Parallel zu ihrem Studium sammelte sie Erfahrungen bei Internetshows und nahm am 9/11 Truth Movement teil. Eine Zeitlang lebte sie in Costa Rica sowie in Spanien. Martin ist mit dem Koproduzenten von Empire Files, Mike Prysner, einem Irakkriegsveteran, verheiratet. Sie haben ein 2020 geborenes Kind. Seit 29. Januar 2023 haben sie ein 2. Kind.

## Berufliche Entwicklung
Abby Martin betreibt seit 2009 die von ihr gegründete Graswurzel-Journalismus-Plattform Media Roots. Über ihre selbstproduzierten Berichte über die Proteste der Occupy-Bewegung an ihrem kalifornischen Wohnort Oakland im Oktober 2011 wurde RT America, der US-Ableger des russischen Auslandsfernsehens RT, auf sie aufmerksam und bot ihr eine Zusammenarbeit an. Als die Moderatorin Alyona Minkovski im Juli 2012 RT America verließ, wurde damit der Programmplatz der Sendung The Alyona Show frei. Martin ging nach Washington und übernahm den Sendeplatz ab September 2012 als Moderatorin ihrer eigenen werktäglichen Sendung Breaking the Set, in der sie unter anderem die Dominanz westlicher Medien kritisierte. Im Vorspann zur Debütsendung von Breaking the Set (doppelte Bedeutung: „Auflösen vorgefertigter Strukturen“ und „Zerstören des Fernsehers“) war Abby Martin zu sehen, wie sie mit einem Vorschlaghammer ein Fernsehgerät zerschlägt, auf dem zuvor verschiedene US-Nachrichtenprogramme zu sehen sind.
Während der Annexion der Krim durch Russland wandte sich Martin am Ende ihrer Sendung vom 3. März 2014 auf RT America gegen die Besetzung der Krim durch russisches Militär. Russlands Vorgehen sei falsch und sie sei gegen die Einmischung in die Angelegenheiten eines souveränen Staates.  Im Februar 2015 beendete sie ihre Arbeit für die Sendung Breaking the Set. Als Grund gab sie an, sie wolle sich mehr dem investigativen Journalismus widmen.
Im September 2015 startete auf dem Sender teleSUR English ihre neue Sendung The Empire Files, ein wöchentliches Nachrichtenprogramm mit investigativem Charakter. Seit August 2018 wird Programm als Folge der US-Sanktionen gegen Venezuela publikumsfinanziert fortgesetzt.
Sie gehört zum Vorstand der Media Freedom Foundation, die das Programm Project Censored leitet. Martin trat in dem Dokumentarfilm Project Censored The Movie: Ending the Reign of Junk Food News (2013) auf und war Teil des Leitungsteams von 99%: The Occupy Wall Street Collaborative Film (2013).
Über ihre journalistische Arbeit hinaus ist Abby Martin als bildende Künstlerin und Aktionskünstlerin tätig.

## Ausgewählte Arbeitsfelder
Fernsehen
- The Empire Files (2015–, Moderatorin)
- Breaking the Set (2012–15), Moderatorin

Film
- 99%: The Occupy Wall Street Collaborative Film (2013), Co-Regisseurin
- Project Censored the Movie (2013), als Privatperson
- Gaza Fights for Freedom (2019), Regisseurin

Bücher
- Martin, Abby. (2011). Framing the Messengers: Junk Food News and News Abuse for Dummies. In Mickey Huff (Ed.) Censored 2012: The Top 25 Censored Stories of 2010–11. Seven Stories Press. ISBN 1-60980-358-2.
- Martin, Abby. (2011). Media Democracy in Action. In Mickey Huff (Ed.) Censored 2012: The Top 25 Censored Stories of 2010–11. Seven Stories Press. ISBN 1-60980-358-2.

Radio
- Media Roots Radio (2010–15)
- Project Censored, KPFA (94.1 FM), Co-Moderatorin

Video
- Media Roots TV (2009 – heute)

Kunst
- The Crisis of Civilization (2011), Film-Poster